# Juan Martín (Yabucoa)
Juan Martín es un barrio ubicado en el municipio de Yabucoa en el estado libre asociado de Puerto Rico. En el Censo de 2010 tenía una población de 3891 habitantes y una densidad poblacional de 261,73 personas por km².

## Geografía
Juan Martín se encuentra ubicado en las coordenadas 18°3′10″N 65°51′51″O / 18.05278, -65.86417. Según la Oficina del Censo de los Estados Unidos, Juan Martín tiene una superficie total de 14.87 km², de la cual 14.82 km² corresponden a tierra firme y (0.3%) 0.04 km² es agua.

## Demografía
Según el censo de 2010, había 3891 personas residiendo en Juan Martín. La densidad de población era de 261,73 hab./km². De los 3891 habitantes, Juan Martín estaba compuesto por el 67.03% blancos, el 13.8% eran afroamericanos, el 0.44% eran amerindios, el 0.26% eran asiáticos, el 13.44% eran de otras razas y el 5.04% pertenecían a dos o más razas. Del total de la población el 99.51% eran hispanos o latinos de cualquier raza.